# Johanna Jordaan
Johanna Jordaan (getauft 23. Oktober 1715 in Leiden; begraben 24. Januar 1766 in Amsterdam) war eine niederländische Schauspielerin.

## Leben
Johanna Jordaan wurde am 23. Oktober 1715 in Leiden getauft. Ihr Vater war der Schauspieler Jan Hendrik Jordaan (ca. 1683–1749), ihre Mutter die Schauspielerin Adriana van Tongeren (1691?–1764). Sie heiratete am 20. Dezember 1743 den Schauspieler Jacobus Verkuyle (1707–1764). Aus dieser Ehe ging eine Tochter hervor.
Johanna Jordaan hatte aus der Ehe ihrer Eltern sieben Geschwister, von denen drei Brüder früh starben. Sie war das älteste Kind der Familie. Aus einer früheren Ehe ihres Vaters hatte sie zwei weitere Geschwister sowie eine Halbschwester, die ebenfalls Johanna Jordaan hieß, aus der Beziehung ihres Vaters zu der Schauspielerin Isabella Rigo. Zum Zeitpunkt von Johannas Geburt gehörten sie zur Theatertruppe von Jacob van Rijndorp, die neben einem Theater in Den Haag auch eines in Leiden hatte. In der Zeit, als Johanna geboren wurde, muss die Truppe dort Auftritte gehabt haben. Sie war das einzige der Jordaan-van Tongeren-Kinder, das in Leiden reformiert getauft wurde; zwei jüngere Brüder und eine Schwester wurden alle Remonstranten getauft. Es ist nicht bekannt, ob Johanna ihren Halbbruder und ihre Halbschwester aus der ersten, gescheiterten Ehe ihres Vaters kannte.
Nachdem ihre Mutter einen Vertrag mit der Stadsschouwburg Amsterdam geschlossen hatte und dort als Schauspielerin engagiert worden war, zog diese mit Johanna und ihrem Bruder Jacob (1716–?) nach Amsterdam. Ihr Vater blieb zunächst vermutlich noch bei der Truppe von Rijndorp. Er wurde erst 1720 am Amsterdamer Theater engagiert. Johanna Jordaan trat ab 1737 am Amsterdamer Theater auf. Zunächst verdiente sie 1,5 Gulden für den Auftritt. Sie war damals 21 Jahre alt, ein relativ spätes Alter, wenn man bedenkt, dass dies das Jahr ihres Debüts war. 1738 trat sie als Euterpe auf, eine der „singenden Figuren“ in Jan de Marres Eeuwgetyde, aufgeführt anlässlich des 100-jährigen Bestehens der Schouwburg. Neben ihrer Mutter und ihrem Bruder Jacob spielte auch Johannas späterer Ehemann Jacobus Verkuyle eine Rolle.
Als Johanna Jordaan und Jacobus Verkuyle im Jahr 1743 Hochzeitspläne schmiedeten, lehnten ihre Eltern dies ab und verweigerten die Zustimmung zur Ehe. Der Grund dafür ist nicht bekannt. Nachdem Johanna Jordaan am 5. Dezember ihre Eltern vor den Standeskommissar aufrief, um deren Zustimmung zu erzwingen, gaben sie ihren Widerstand sofort auf. Die Hochzeit fand am 20. Dezember statt. Bei der Taufe ihrer Tochter Sara am 9. September 1746 waren Johannas Eltern als Taufzeugen anwesend. Von der Bühnenkarriere ist nur bekannt, dass Johanna Jordaan im Jahr 1749 2,5 Gulden pro Vorstellung erhielt. Die „Miss Verkuil“, die in der Spielzeit 1762/63 auf der Gehaltsliste des Amsterdamer Theaters stand, ist zweifellos Johanna Jordaan. Es scheint, dass Johanna Jordaan den größten Teil ihres Lebens auf der Bühne verbrachte, denn sie starb Anfang 1766 und wurde am 24. Januar 1766 in der Passeerdersdwarsstraat in der Westerkerk beigesetzt.